# Palais Sina

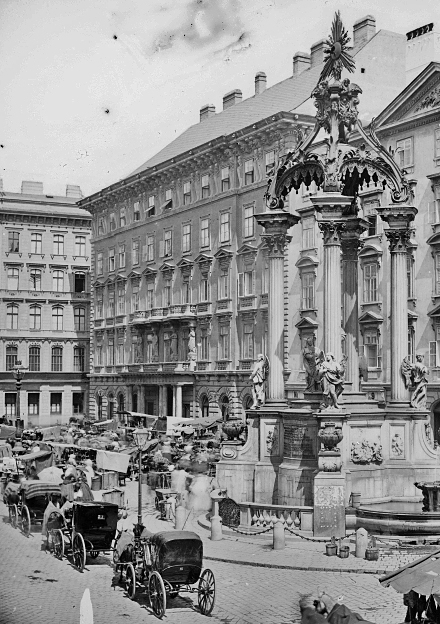
Palais Sina, ca. 1874

Das Palais Sina, auch Sinapalais geschrieben, war ein Palais im 1. Wiener Gemeindebezirk Innere Stadt am Hohen Markt 8. 

## Geschichte
Das Palais Sina entstand ab 1859 durch Umbau des Palais Fellner und wurde von Georg Simon von Sina beim Architekten Theophil Hansen in Auftrag gegeben. Hansen realisierte hier erstmals den Typus des Wiener Zinspalastes in einer gräzisierten Neorenaissance-Form. Diese Bauform wurde von vielen Neubauten der Stadt übernommen.
Die Eingangshalle und einige Räume in den oberen Etagen waren mit Fresken von Karl Rahl und Eduard Bitterlich ausgestaltet. Das Palais wurde 1945 ausgebombt; seine Ruine diente noch als Kulisse zum Film Der dritte Mann. Später wurde diese abgerissen und durch ein einfaches Wohnhaus mit Ladengeschäften ersetzt.